# Ipopnea
Per  Ipopnea  in campo medico, si intende  un disordine respiratorio dove si manifesta un disturbo sulla normale  frequenza respiratoria

## Epidemiologia
Colpisce prevalentemente chi compie attività sportive a livello agonistico, spesso viene associato adi disturbi del sonno (apnee del sonno).

## Manifestazioni
Il respiro si mostra più lento del normale, fra i sintomi e i segni clinici ritroviamo bradicardia, 

## Eziologia
Normalmente è fisiologica, spesso si presenta in condizioni alterate (come nel caso di obesità, consumo eccessivo di tabacco)  ma può anche evidenziare una lesione al tronco encefalico, e ancora può nascondere una cardiopatia (malattia vascolare).